# Cuauhtémoc de Anda Gutiérrez
Cuauhtémoc de Anda Gutiérrez (Ciudad de México, 25 de diciembre de 1938) es un político mexicano, miembro del Partido Revolucionario Institucional, fue en dos ocasiones diputado federal.

## Biografía
Es licenciado en Economía y en Administración de Empresas por el Instituto Politécnico Nacional, tiene una especialización en Administración en la Universidad de Wisconsin y una maestría en Economía por la Universidad de Texas. En dos ocasiones fue elegido diputado federal, por el Distrito 23 del Distrito Federal a la LI Legislatura de 1979 a 1982 y por el Distrito 31 del estado de México a la LIV Legislatura de 1988 a 1991. Durante su primer periodo como diputado, ocupó la Presidencia de la Cámara de Diputados y respondió al 4.º. Informe de Gobierno de José López Portillo el 1 de septiembre de 1980. 
Fue Director de la Escuela Superior de Economía de 1974 a 1977 y Secretario General del Instituto Politécnico Nacional.
- Datos: Q5793446